# Rythme veille-sommeil irrégulier
 Mise en garde médicale
Le rythme veille-sommeil irrégulier est un trouble du sommeil faisant partie des troubles du rythme circadien. Il est l'expression d'une désorganisation totale des cycles veille-sommeil par rapport au rythme nycthéméral.

## Épidémiologie
La fréquence du trouble est inconnue. On retrouve assez souvent une démence ou d’autres atteintes cérébrales dégénératives associées.

## Diagnostic
On observe une absence totale de rythme veille-sommeil. Il n’existe pas d’horaire fixe de sommeil. Les périodes de sommeil sont multiples sur 24 heures, avec des siestes multiples durant la journée et des éveils nocturnes tout aussi nombreux.
Le sujet présente généralement une somnolence diurne excessive.
Des troubles cognitifs souvent sévères sont associés le plus souvent.
Le temps total de sommeil sur 24 heures peut être normal pour l’âge.

## Physiopathologie
L’immense majorité des sujets présentent des lésions de la région suprachiasmatique (localisation de l’horloge biologique) et/ou des centres de régulation veille-sommeil. Ces lésions peuvent être d’origine dégénérative (démences d’Alzheimer par exemple), traumatique, vasculaire ou tumorale.
Les perturbations du rythme sont également accentuées par un état de dépendance et de grabatisation.

## Traitement
En général ils sont peu efficaces. 
L'organisation stricte du nycthémère (repas, visites, siestes…) peut permettre une amélioration en synchronisant le patient sur les donneurs de temps. 
Mélatonine et vitamine B12 peuvent être utilisées, mais n'ont pas fait preuve de leur efficacité.